# Георг (король Саксонії)
Георг (нім. Georg), повне ім'я Фрідріх Август Георг Людвіг Вільгельм Максиміліан Карл Марія Непомук Баптіст Ксавер Кіріакус Романус Саксонський (нім. Friedrich August Georg Ludwig Wilhelm Maximilian Karl Maria Nepomuk Baptist Xaver Cyriacus Romanus von Sachsen); 8 серпня 1832 — 15 жовтня 1904) — король Саксонії з династії Веттінів, син короля Саксонії Йоганна та баварської принцеси Амалії Августи. Правив після свого брата Альберта у 1902—1904 роках. Генерал-фельдмаршал Саксонії (15 червня 1888) та Німецької імперії (4 липня 1888). Голова Саксонського Товариства Старожитностей у 1855—1902 роках.

## Біографія
Георг народився 8 серпня 1832 року у Дрездені. Він був п'ятою дитиною та третім сином в сім'ї саксонського принца Йоганна та його дружини Амалії Августи Баварської. Хлопчик мав старших братів Альберта та Ернста і сестер Марію Августу та Єлизавету. Згодом в родині з'явилося ще четверо доньок: Сідонія, Анна, Маргарита та Софія.

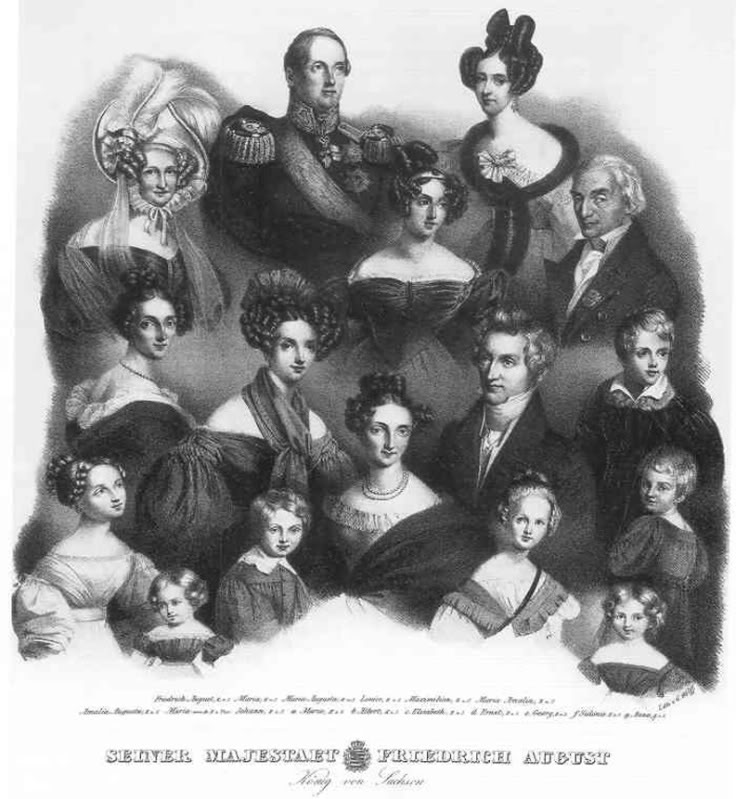
Збірний портрет саксонської королівської родини, Георг — третій зліва у нижньому ряді

Раннім вихованням принца, як і його братів, займався Фрідріх Альберт фон Лангенн. В цей час Георг виявив сильну любов до музики та навчився грати на фортепіано. 
З осені 1843 освітою принца відав полковник, а згодом і генерал, Максиміліан фон Енгель. Оскільки Георг мав двох старших братів, то його шанси успадкувати трон були невеликими, і Йоганн призначив сина до військової кар'єри. Георг став номінальним командиром полку «Граф Флеммінг» та брав участь у військових навчаннях. У 1846 він отримав чин оберст-лейтенанта у піхотному полку «Принц Максиміліан», що входив до дрезденського гарнізону. Наступного року раптово помер його старший брат Ернст.
Події 1849 року Георг зустрів у фортеці Кенігштайн. У серпні того року він став лейтенантом. Його військова кар'єра була перервана лише на короткий час навчанням у Боннському університеті протягом шести місяців 1849—50 років. У травні 1851 він повернувся до війська у Дрездені і наступного року отримав чин капітана, а невдовзі — майора. Швидко просуваючись по кар'єрній драбині, він став командиром 3-го саксонського піхотного батальйону у 1856, після чого у квітні 1857 дослужився до звання підполковника, а менш ніж за рік — став полковником.
Ще у 1854 році його батько посів саксонський престол після смерті бездітного старшого брата. Будучи тепер другим у лінії успадкування трону, у травні 1859 року Георг одружився з 15-річною португальською інфантою Марією Анною Кобург-Браганса, старшою донькою королеви Португалії Марії II та її консорта Фернанду II. Весілля відбулося 11 травня 1859 в Беленському палаці Лісабону. У подружжя народилося восьмеро дітей.
Також після вцарювання Йоганна, Георг перебрав на себе частину його обов'язків. Окрім цього, від 1858 року він відвідував засідання Державної ради. Так, до 1902 року він очолював Саксонське Товариство Старожитностей. На цій посаді він успішно сприяв відновленню та реставрації саксонських культурних цінностей, наприклад Мейсенського собору, Золотих воріт у Фрайбурзі, вівтаря Лукаса Кранаха в Аугустенбурзі. Також виступив за створення наукового журналу «Архіви історії Саксонії», в якому регулярно публікувалися дослідження з історії країни. Покровительствував дрезденській Академії малювання і образотворчого мистецтва, був головою Комісії з закупівлі картин для Королівської галереї.
У 1861 році отримав звання генерал-майора та незабаром разом із братом Альбертом відвідав Всесвітню виставку у Лондоні, де познайомився із королевою Вікторією. До цього йому траплялося подорожувати Португалією, Францією та Бельгією.
У травні 1862 року увійшов до складу першої палати саксонського ландтагу.

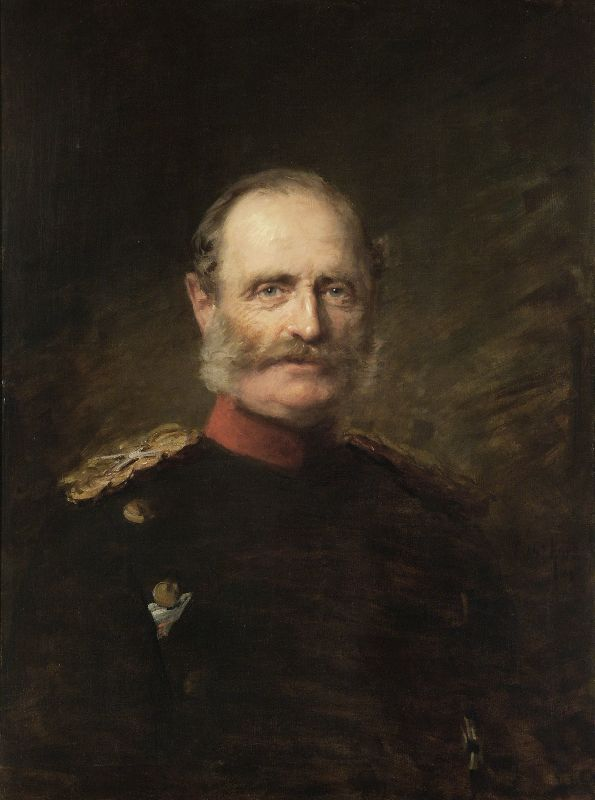
Георг на портреті пензля Франца Копса, 1895

У 1863 році став командиром 1-ї кінної бригади. Під час Австро-прусської війни Георг служив під головуванням свого брата Альберта. 
Після вступу Саксонії до Північнонімецького союзу армія була реорганізована. Тим не менш вояки продовжували давати присягу саксонському королю та виступати під старими саксонськими знаменами. 
Згодом Георг брав участь у франко-прусській війні і був нагороджений орденом «За Заслуги» у листопаді 1870 року. Разом із Альбертом був присутнім у Версалі на проголошенні створення Німецької імперії. 7 листопада 1871 року саксонське військо тріумфально повернулося до Дрездена. Король Йоганн дарував сину чин генерала від інфантерії та призначив командиром стрілецького полку №108.
У жовтні 1873 року батько помер, і трон успадкував Альберт. Георг, який став кронпринцем, з цього часу регулярно відвідував засідання міністерства та став президентом фінансової депутації. Займався реорганізацією податкової системи, рішуче підтримував введення прибуткового податку. Також отримав у своє відання XII армійський корпус.
Влітку 1888 року кайзер Вільгельм призначив Георга генерал-фельдмаршалом Німецької імперії та генерал-інспектором на чолі 2-ї армійської інспекції. Принц був відомий своїм гуманним ставленням до вояків.
У червні 1902 року бездітним помер його старший брат Альберт, і Георг у майже 70-річному віці посів саксонський престол. За його власними словами, він прийшов до влади «надто пізно». Правління  короля тривало лише два роки і було відмічене економічними негараздами, в тому числі страйком текстильників. Важливих політичних подій не відбулося, і, ймовірно, найгучнішим епізодом стало розлучення кронпринца із дружиною. Популярністю серед народу Георг не користувався, був зовні грубуватим та суворим католиком.
Він пішов з життя у Пільніці, як і його батько, 15 жовтня 1904 року від грипу. Похований у крипті Веттінів католицької придворної церкви.

## Родина

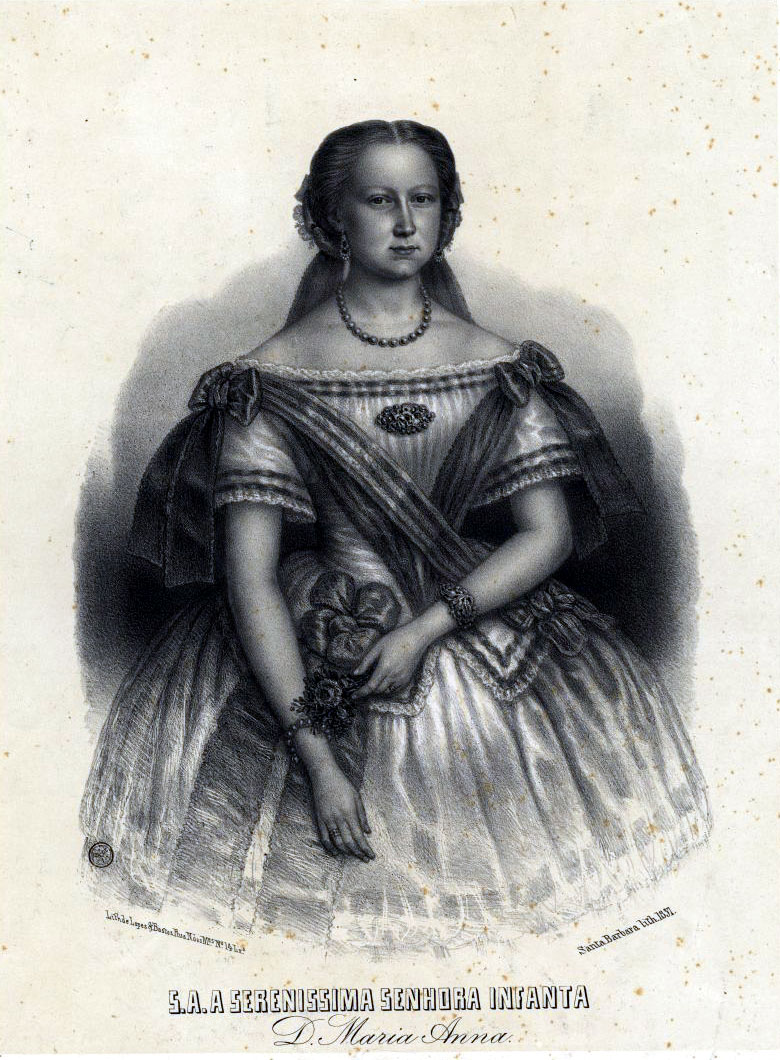
Марія Анна у 1859 році

Дружина — Марія Анна Кобург-Браганса. У віці 40 років Марія Анна померла, так і не ставши королевою. Георг більше не одружувався.
Діти:
- Марія Йоганна (1860—1861) — померла немовлям;
- Єлизавета Альбертіна (1862—1863) — померла немовлям;
- Матильда Марія (1863—1933) — одружена не була, дітей не мала;
- Фрідріх Август (1865—1934) — король Саксонії, був одружений із Луїзою Тосканською, мав семеро дітей;
- Марія Йозефа (1867—1944) — була пошлюблена із ерцгерцогом Отто Францем Австрійським, мала двох синів;
- Йоганн Георг (1869—1938) — принц Саксонський, був двічі одружений, дітей не мав;
- Максиміліан Вільгельм (1870—1951) — став священиком;
- Альберт Карл (1875—1900) — загинув у автокатастрофі, одружений не був, дітей не мав.

## Нагороди

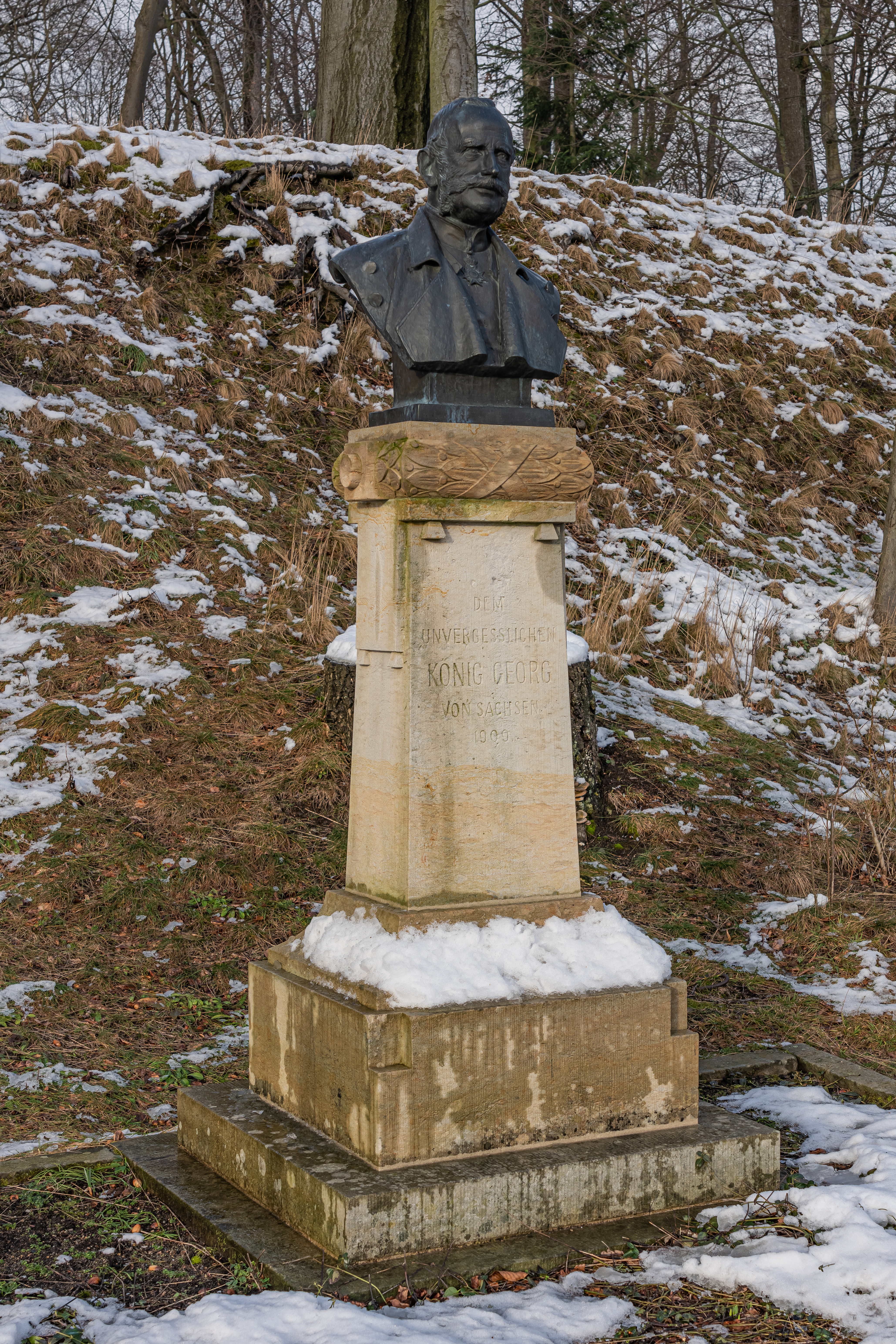
Бюст Георга у фортеці Кенігштайн

- Почесний громадянин міста Дрезден

### Саксонське королівство
- Орден Рутової корони (1833)
- Військовий орден Святого Генріха, великий хрест (1866)
- Орден Альберта (Саксонія), великий хрест
- Орден Заслуг (Саксонія), великий хрест

### Прусське королівство
- Орден Чорного орла з ланцюгом (1833)
- Орден Червоного орла, великий хрест (1833)
- Залізний хрест 2-го і 1-го класу
- Pour le Mérite з дубовим листям
  - орден (6 грудня 1870)
  - дубове листя (8 березня 1896)

### Австро-Угорщина
- Королівський угорський орден Святого Стефана, великий хрест (1949)
- Орден Золотого руна (1862)

### Велике герцогство Гессенське
- Орден Людвіга (Гессен), великий хрест (9 червня 1851)
- Хрест «За військові заслуги» (Гессен) (9 липня 1871)

### Російська імперія
- Орден Андрія Первозванного (травень 1852)
- Орден Святого Олександра Невського (травень 1852)

### Велике герцогство Баденське
- Орден Вірності (Баден) (1858)
- Орден Церінгенського лева, великий хрест (1858)

### Вюртемберзьке королівство
- Орден «За військові заслуги» (Вюртемберг), великий хрест (30 грудня 1870)
- Орден Вюртемберзької корони, великий хрест (1886)

### Португальське королівство
- Орден Вежі й Меча, великий хрест
- Потрійний орден

### Інші держави
- Королівський гвельфський орден, великий хрест (Ганноверське королівство; 1851)
- Орден Святого Губерта (Королівство Баварія; 1853)
- Орден дому Саксен-Ернестіне, великий хрест (1854)
- Орден Леопольда I, великий хрест з ланцюгом (Бельгія; 8 серпня 1855)
- Орден Золотого лева (Гессен-Кассельське ландграфство; 27 вересня 1857)
- Орден Білого Сокола, великий хрест (Велике герцогство Саксен-Веймар-Айзенаське; 28 вересня 1857)
- Орден Генріха Лева (Брауншвейг-Люнебурзьке герцогство; 1857)
- Орден Золотого лева Нассау (листопад 1865)
- Орден Заслуг герцога Петра-Фрідріха-Людвіга, великий хрест із золотою короною (Велике герцогство Ольденбурзьке; 29 квітня 1876)
- Орден Королівського дому Чакрі (Сіам; 24 серпня 1897)
- Орден хризантеми з ланцюгом (Японська імперія; 31 січня 1903)

## Вшанування пам'яті
- Пам'ятник у фортеці Кенігштайн в Саксонській Швейцарії;
- Башта короля Георга — оглядова вежа на горі Унгерберг біля Нойштадту;
- Башта короля Георга — оглядова вежа на горі Кухберг в комуні Штютценгрюн.